# Cerastis variicollis
Cerastis variicollis là một loài bướm đêm trong họ Noctuidae.